# Tárcsó
Tárcsó (szerbül Старчево / Starčevo, németül Startschowa) település Szerbiában, a Vajdaságban, a Dél-bánsági körzetben, Pancsova községben. A trianoni békeszerződésig Torontál vármegye Pancsovai járásához tartozott.

## Népesség
1910-ben  3831 lakosából 81 fő magyar, 980 fő német, 1 fő szlovák, 33 fő román, 1121 fő horvát, 1539 fő szerb, 48 fő egyéb anyanyelvű volt. Ebből 2075 fő római katolikus, 19 fő református, 84 fő ág. hitv. evangélikus, 1620 fő görögkeleti ortodox, 1 fő unitárius, 4 fő izraelita vallású volt. A lakosok közül 1989 fő tudott írni és olvasni, 585 lakos tudott magyarul.

## Jegyzetek

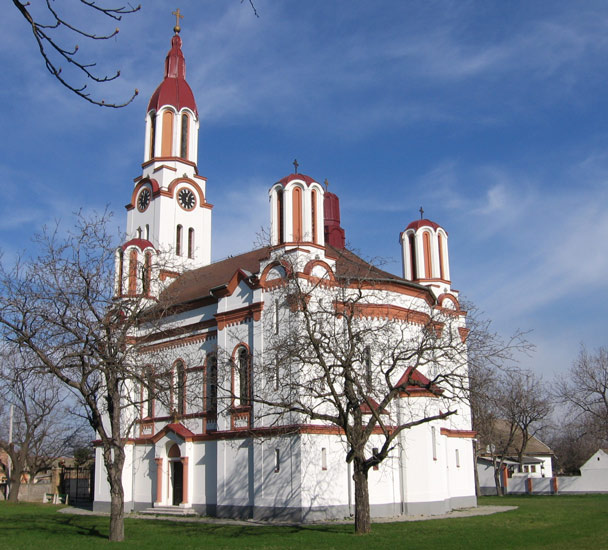
A görögkeleti templom

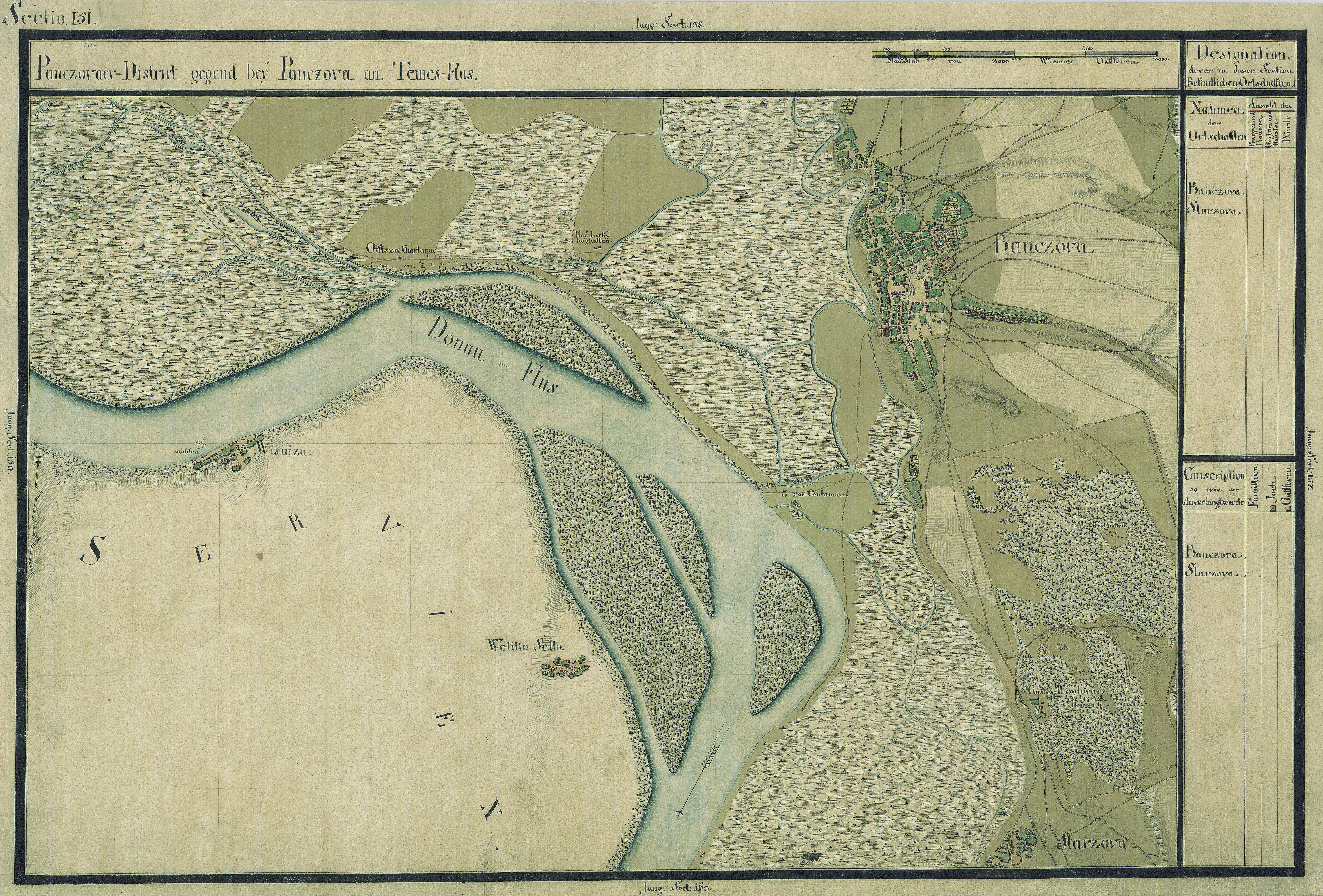
Tárcsó egy régi térképen

### Demográfiai változások
| 1948 | 1953 | 1961 | 1971 | 1981 | 1991 | 2002 | 2011 |
| ---- | ---- | ---- | ---- | ---- | ---- | ---- | ---- |
| 3880 | 3676 | 4854 | 6545 | 7304 | 7579 | 7615 | 7473 |